# Ozyptila aspex
Ozyptila aspex är en spindelart som beskrevs av Pietro Pavesi 1895. Ozyptila aspex ingår i släktet Ozyptila och familjen krabbspindlar.
Artens utbredningsområde är Etiopien. Inga underarter finns listade i Catalogue of Life.